# Cistícola de capell rogenc
La cistícola de capell rogenc (Cisticola fulvicapilla) és una espècie d'ocell passeriforme de la família Cisticolidae pròpia de l'Àfrica austral.

## Descripció

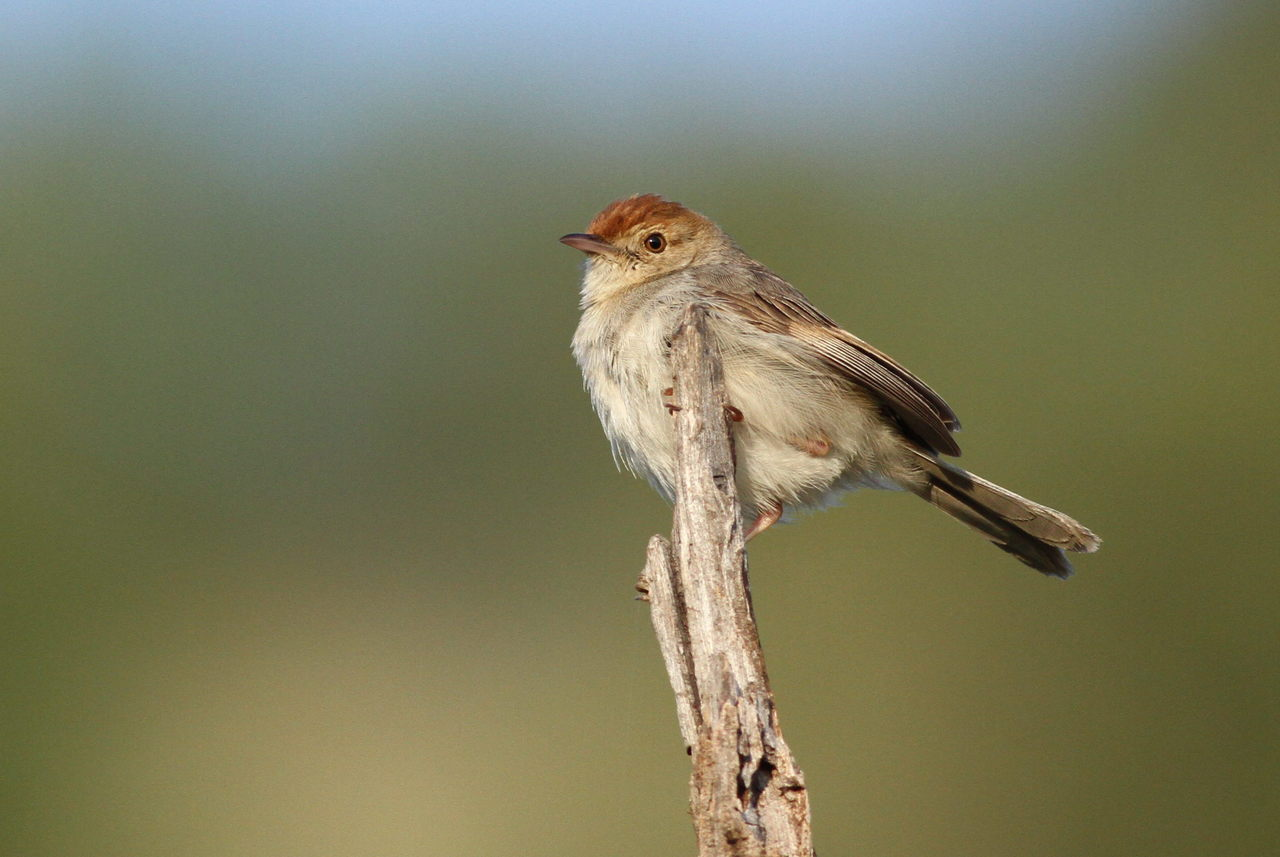
Es caracteritza pel pili, front i clatell vermellosos.

La cistícola de capell rogenc és un ocell petit, d'uns 11 cm de llarg, de coloració discreta, però sorollós. La cua és més llarga que la d'altres espècies del gènere Cisticola. El plomatge de les parts superiors és de tons marró grisencs, mentre que les parts inferiors són de color camussa. En el plomatge només destaca el color vermellós uniforme de la part superior del cap (pili, front i clatell). El bec és punxegut i lleugerament corbat cap avall. Les potes són rosades. L'iris dels ulls és de color bru. Tots dos sexes són d'aspecte semblant, però els joves són més groguencs.
La subespècie més meridional, de la Província Cap Occidental, té les parts inferiors grises, cosa que la diferència d'altres cistícoles de la zona.
La crida és un repetitiu i penetrant wiip wiip wiip. La crida d'alarma consisteix en un alt tictictictic, com el so que es produeix en esgarrapar les pues d'una pinta pel cabell.

## Hàbitat i distribució
És un ocell sedentari de gran part d'Àfrica austral, des de Gabon i el sud de la República Democràtica del Congo i de Tanzània fins a l'est i el sud de Sud-àfrica.
La cistícola de capell rogenc és un ocell comú d'hàbitats arbrats oberts, com les sabanes. Evita els boscos densos i les zones més àrides.

## Comportament
Generalment sol albirar-se en parelles o en solitari entre els arbustos o l'herba de la base dels arbres a la recerca de petits insectes per alimentar-se.
Construeix un niu d'herba seca en forma de bola amb una entrada lateral i refolrat amb teranyines i l'interior folrat de borrissols vegetals. Situa el niu a prop del terra, entre un arbust espinós o dins una mata densa d'herba. A Sud-àfrica cria principalment entre setembre i març.